# Lista siturilor arheologice din județul Brăila - M
Lista siturilor arheologice din județul Brăila - M conține toate siturile arheologice din județul Brăila înscrise în Repertoriul Arheologic Național (RAN) și aflate în localități al căror nume începe cu litera M. RAN este administrat de Ministerul Culturii și Patrimoniului Național și cuprinde date științifice, cartografice, topografice, imagini și planuri, precum și orice alte informații privitoare la zonele cu potențial arheologic, studiate sau nu, încă existente sau dispărute.
Puteți căuta un sit din localitățile care încep cu litera M folosind formularul de mai jos sau puteți naviga prin toate siturile din județ la Lista siturilor arheologice din județul Brăila.
| Cod RAN                                | Denumire | Localitate                                | Adresă                        | Datare                        | Descoperit | Coordonate                                     | Imagine           | Erori            |
| -------------------------------------- | --- | ----------------------------------------- | ----------------------------- | ----------------------------- | ---------- | ---------------------------------------------- | ----------------- | ---------------- |
| 44453.01.01                            | Tumulul de la Mihai Bravu - "Movila lui Cârnu" / ansamblu anonim (Categorie: descoperire funerară) (Tip: Tumul)                                                                                       | sat Mihai Bravu, comuna Victoria          | Movila lui Cârnu              |                               |            |                                                | Încărcați imagine | Raportați eroare |
| 43634.04.01                            | Tumulul de la Mircea Vodă - "Movila 1/37, 235" / ansamblu anonim (Categorie: descoperire funerară) (Tip: Tumul)                                                                                       | sat Mircea Vodă, comuna Mircea Vodă       | Movila 1/37, 235              |                               |            |                                                | Încărcați imagine | Raportați eroare |
| 43634.03.01                            | Tumulul de la Mircea Vodă - "Două Movile gemene 6;27/35,07" / ansamblu anonim (Categorie: descoperire funerară) (Tip: Tumul)                                                                          | sat Mircea Vodă, comuna Mircea Vodă       | Două Movile gemene 6;27/35,07 |                               |            |                                                | Încărcați imagine | Raportați eroare |
| 43634.02.01                            | Tumulul de la Mircea Vodă - "Movila Porumba" / ansamblu anonim (Categorie: descoperire funerară) (Tip: Tumul)                                                                                         | sat Mircea Vodă, comuna Mircea Vodă       | Movila Porumba                |                               |            |                                                | Încărcați imagine | Raportați eroare |
| 43634.01.01                            | Situl arheologic de la Mircea Vodă - "Popină" / ansamblu anonim (Categorie: locuire civilă) (Tip: Așezare)                                                                                            | sat Mircea Vodă, comuna Mircea Vodă       | Popină                        | sec. III - IV                 |            |                                                | Încărcați imagine | Raportați eroare |
| 43634.01.02                            | Situl arheologic de la Mircea Vodă - "Popină" / ansamblu anonim (Categorie: locuire civilă) (Tip: Așezare)                                                                                            | sat Mircea Vodă, comuna Mircea Vodă       | Popină                        | sec. IX - XI                  |            |                                                | Încărcați imagine | Raportați eroare |
| 43661.01                               | Tumulul de la Movila Miresii - "Movila Lungui" / ansamblu anonim (Categorie: descoperire funerară) (Tip: Tumul)                                                                                       | sat Movila Miresii, comuna Movila Miresii | Movila Lungui                 |                               |            |                                                | Încărcați imagine | Raportați eroare |
| 44042.01.02                            | Așezarea Boian de la Muchea - "Conac" / ansamblu anonim (Categorie: locuire civilă) (Tip: Așezare) | sat Muchea, comuna Siliștea               | Conac                         | Tămăoani                      |            | 45°19′41″N 27°48′04″E / 45.32806°N 27.80111°E  | Încărcați imagine | Raportați eroare |
| 44042.01.03                            | Așezarea Boian de la Muchea - "Conac" / ansamblu anonim (Categorie: locuire civilă) (Tip: Așezare) | sat Muchea, comuna Siliștea               | Conac                         | Babadag                       |            | 45°19′41″N 27°48′04″E / 45.32806°N 27.80111°E  | Încărcați imagine | Raportați eroare |
| 44042.01.01                            | Așezarea Boian de la Muchea - "Conac" / ansamblu anonim (Categorie: locuire civilă) (Tip: Așezare) | sat Muchea, comuna Siliștea               | Conac                         | Boian - Giulești              |            | 45°19′41″N 27°48′04″E / 45.32806°N 27.80111°E  | Încărcați imagine | Raportați eroare |
| 44042.02.01 (Cod LMI: BR-I-s-B-02057)  | Așezarea Babadag de la Muchea - "Popină" / ansamblu anonim (Categorie: locuire civilă) (Tip: Așezare)                                                                                                 | sat Muchea, comuna Siliștea               | Popină                        | Babadag                       |            | 45°19′41″N 27°48′04″E / 45.32806°N 27.80111°E  | Încărcați imagine | Raportați eroare |
| 43572.01.02 (Cod LMI: BR-II-m-A-02136) | Ruinele bisericii "Nașterea Sf. Ioan Botezătorul" a fostei Mănăstirii Măxineni / ansamblu Ruinele Bisericii "Nașterea Sf. Ioan Botezătorul" (Categorie: structură de cult/religioasă) (Tip: Biserică) | sat Măxineni, comuna Măxineni             | Mănăstire                     | 1636 - 1637, refăcută în 1859 |            | 45°26′05″N 27°43′42″E / 45.43481°N 27.728283°E | Încărcați imagine | Raportați eroare |